# 321 Florentina
Florentina è un asteroide della fascia principale del diametro medio di circa 27,23 km. Scoperto nel 1891, presenta un'orbita caratterizzata da un semiasse maggiore pari a 2,8885177 UA e da un'eccentricità di 0,0425609, inclinata di 2,59189° rispetto all'eclittica.
Stanti i suoi parametri orbitali, è considerato un membro della famiglia Coronide di asteroidi.
Il suo nome fu dedicato alla figlia dello scopritore, Florentine.